# Луцька дієцезія
Луцька дієцезія — адміністративна одиниця Римо-католицької Церкви в Україні. Її юрисдикція поширюється на структури РКЦ у Волинській та Рівненській областях. Створена великим князем литовським Вітовтом у 1425 році.

## Історія
У XIV столітті після смерті останнього короля Русі Юрія II Болеслава міста Луцьк та Володимир увійшли до складу Великого князівства Литовського. Наприкінці XIV століття у Володимирі була заснована католицька єпархія, яку в 1425 році перенесли до Луцька. За даними Владислава Абрагама, у 1404 році утворили окрему Луцьку дієцезію, але далі формальностей справа не пішла.
У 1795 році в результаті Третього поділу Речі Посполитої Луцьк увійшов до складу Російської імперії. Катерина II провела реорганізацію латинських єпархій на придбаних землях. Луцьк став центром Луцько-Житомирської дієцезії, до його складу увійшли території скасованих Київської та Житомирської дієцезій.
У 1925 році Луцько-Житомирська дієцезія була поділена на Луцьку і Житомирську, у зв'язку з тим, після закінчення радянсько-польської війни Луцьк опинився у складі Польщі, а Житомир у радянській Україні. У вересні 1939 року Луцьк було приєднано до СРСР.
4 січня 1945 був заарештований єпископ Луцька Адольф Шельонжек разом з групою священників. Священники були репресовані, а єпископ завдяки активному втручанню американських дипломатів був засуджений до випровадження за межі СРСР. Після звільнення з-під варти єпископ Шельонжек виїхав до Польщі, після чого Луцька дієцезія фактично припинила своє існування.
Відновлення Луцької дієцезії сягає середини 90-х років. 18 травня 1996 року — папа Іван Павло ІІ відновив луцьку дієцезію, її апостольським адміністратором призначено митрополита Мар'яна Яворського. 25 березня 1998 р. Маркіяна Трофим'яка призначено першим ординарієм відновленої дієцезії, а 16 травня 1998 року відбувся його інгрес до луцького кафедрального собору.
24 липня 2012 року Папа Римський Бенедикт XVI прийняв зречення Маркіяна Трофим'яка з уряду ординарія Луцької дієцезії, призначивши натомість апостольського адміністратора єпископа Станіслава Широкорадюка. Від 12 квітня 2014 року дієцезію очолює єпископ Віталій Скомаровський.
В жовтні 2019 року у Горохові було освячено місце під будівництво храму на честь блаженного Владислава Буковинського, який планують побудувати на місці, де було католицьке кладовище.

## Адміністративно-територіальна структура
Кафедра єпископа знаходиться у Луцьку. Кафедральний собор дієцезії — Собор Апостолів Петра і Павла.
Діоцез входить до складу Львівській митрополії. Складається з двох деканатів — Луцького (Волинська область) та Рівненського (Рівненська область) Територія дієцезії має площу 40 300 км ². Згідно з даними довідника catholic-hierarchy станом на 2004 рік в дієцезії нараховувалося близько 30 тисяч католиків, 36 парафій, 22 священники і 19 ченців.

## Покровитель
Покровителькою дієцезії з 1927 року є Свята Тереза з Лізьє.

## Історичні костели

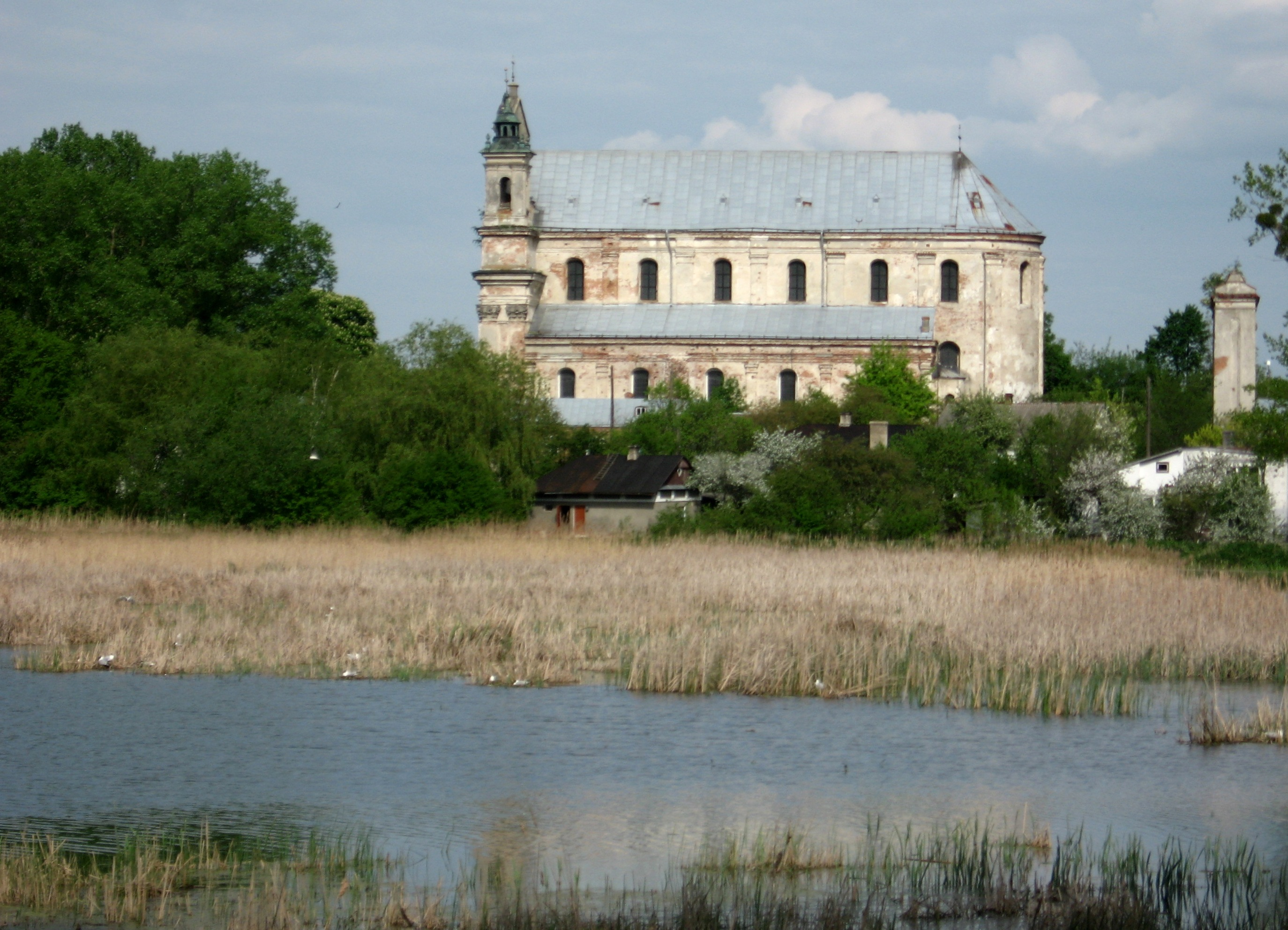
Колегіальний костел в Олиці

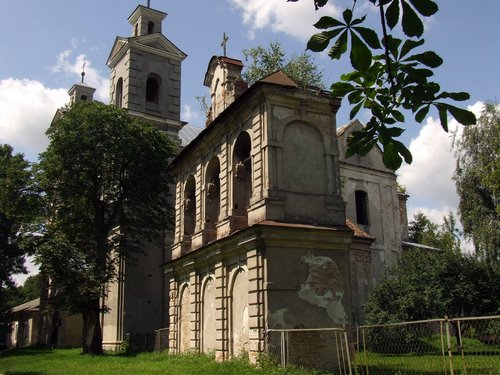
Костел та дзвіниця в Берестечку

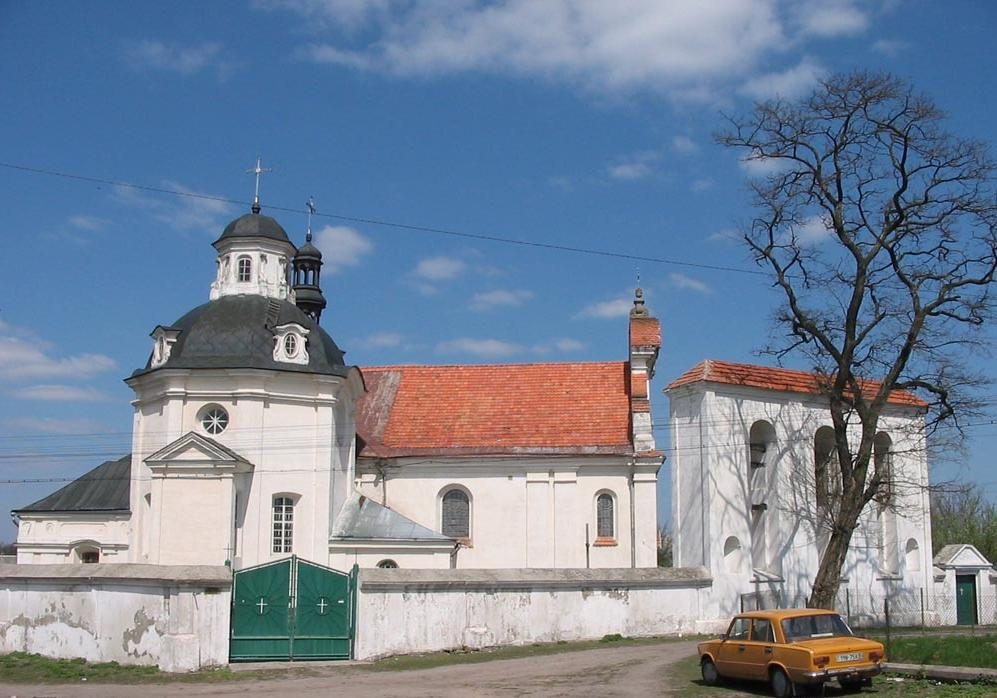
Костел в Корці

- Берестечко, Костел Св. Трійці, 1711—1733
- Великі Межирічі, Руїни костелу Св. Антонія Падуанського, 1725
- Володимир, Костел Розіслання Апостолів, 1755—1766 (нині православний собор)
- Володимир, Костел Св. Йоакима і Анни, 1752
- Дубровиця, Костел Св. Іоанна Хрестителя, 1740
- Дубно, Костел Непорочного Зачаття Пресвятої Діви Марії, 1629 (нині православна церква)
- Голоби, Костел Св. Архангела Михаїла, 1711—1728
- Затурці, Костел Святої Трійці, 1642.
- Кисилин, Руїни кармелітського костелу та монастиря, 1720
- Клевань, Костел Благовіщення Пресвятої Діви Марії, 1630
- Корець, Костел Успіння Пресвятої Діви Марії та Св. Антонія, 1706
- Ковель, Костел Успіння Пресвятої Діви Марії (тепер парафія Св. Анни), 1771
- Любешів, Костел Св. Кирила і Мефодія, 1768
- Любомль, Костел Св. Трійці, 1412
- Луцьк, Бернардинський костел і монастир, 1752—1792 (нині православний кафедральний Свято-Троїцький собор)
- Луцьк, Кафедральний собор Св. Апостолів Петра і Павла, 1616—1637
- Луків, Руїни костелу Св. Станіслава і Анни, 1596
- Моквин, Руїни костелу Воздвиження Святого Хреста, 1750
- Олика, Колегіальний костел Святої Трійці, 1635—1640
- Олика, Костел Св. Апостолів Петра і Павла, 1460
- Острог, Костел Успіння Пресвятої Діви Марії, 1582
- Острог, Костел Святої Трійці, 1769 (нині православна академічна церква)
- Радехів, Костел Св. Михайла, 1701 (нині православна церква)
- Рівне, Костел Різдва Пресвятої Діви Марії та Св. Антонія, 1899 (нині концертний зал)
- Старий Чорторийськ, Домініканський костел, 1741—1753 (нині православний монастир)
- Тайкури, Руїни костелу Св. Лаврентія, 1710
- Шпанів, Руїни костелу Св. апостолів Петра і Павла, 1726